# Скандал око уписа на колеџе у САД 2019. године
Скандал око уписа на колеџе у САД 2019. године, такође позната као Операција Varsity Blues се односи на заверу с циљем да се утиче на одлуке и упису на дипломске студије на неколико најбољих америчких унверзитета. Вести о овом догађају су доспеле у јавност 12. марта 2019. године када су их објавили амерички федерални тужиоци и најмање 51 особа је оптужено да су учествовали у криминалним радњама, од којих су неки признали или ће признати кривицу. Тридесет троје родитеља чија су се деца пријављивала за колеџе су оптужени да су платили преко 25 милиона америчких долара између 2011. и 2018. године Вилијаму Рику Сингеру, организатору ове шеме, који је део новца искористио да лажира број бодова на пријемном испиту и подмити запослене на колеџима.
Сингер је контролисао две фирме које су биле укључене у шему, Key Worldwide Foundation и The Edge College & Career Network. Он се изјаснио кривим и сарађивао је са Федералним истражним бироом (ФБИ) у прикупљању инкриминишућих доказа против својих сарадника. Рекао је да је он на неетичке начине помогао при упису деце из више од 750 породица. Сингеру је припрећена затворска казна до 65 година и новчана казна од 1,25 милиона долара.
Тужиоци у канцеларији Државног тужиоца за округ Масачусетса, предвођени главним федералним тужиоцем Ендруом Лелингом, су објавили оптужнице и кривичне пријаве за заверу у циљу да се почини поштанска превара (енгл. mail fraud) и онемогућивање добијања поштених и заслужених услуга другима (енг. honest services fraud) против 50 људи, укључујући Сингера, запослене на универзитету које је он подмитио и родитеље који су оптужени да су помоћу мита и преваре обезбедили упис своје деце на 11 универзитета. Међу оптуженим родитељима су познати бизнисмени и глумци. За ова кривична дела је припрећена најдужа затворска казна од 20 година, условни отпуст до 3 године и новчана казна до 250 хиљада долара. Месец дана касније, против 16 родитеља је подигнута оптужница за заверу да се почини прање новца. За ово кривично дело је припрећена казна до 20 година у затвору, условни отпуст до три године и новчана казна до 500 хиљада долара.
ФБИ и даље истражује овај случај, у операцији названој Varsity Blues по истоименом филму из 1999. године. Ово је највећи случај ове врсте који води Министарство правосуђа Сједињених Америчких Држава.

## Откривање и скандал
ФБИ наводи да су, почев од 2011. године, родитељи деце средњошколског узраста уротили да помоћу мита и других облика преваре упишу своју децу на најбоље колеџе и универзитете. Шема је доспела до власти око априла 2018. године када је бизнисмен из Лос Анђелеса Мори Тобин, који је био под истрагом за неповезано кривично дело, понудио информације у замену за блажу казну у свом случају. Он, који је алумнус Јејла, је властима рекао да је главни тренер женског фудбалског тима Јејла, Рудолф „Руди” Мередит, од њега захтевао 450 хиљада долара у замену за помоћ при упису на колеџ своје ћерке.  Као део своје сарадње са ФБИ-јем, Тобин је носио озвучење када је причао са Мередитом у бостонском хотелу 12. априла 2018. године; Мередит је касније сарађивао са властима и довео их до Сингера. Мередит је признао кривицу, а Тобин није био оптужен у овом случају, али је у фебруару 2019. године признао кривицу у неповезаном случају.
Савезни тужиоци у Бостону су 12. марта 2019. поднели кривичну пријаву, оптужујући 50 људи за заверу у циљу да почине поштанску превару (енг. mail fraud) и онемогуће добијање поштених и заслужених услуга другима (енг. honest services fraud). Називи конкретних кривичних дела се односе на средство и намеру чињења: поштом или електронски, и у циљу уписивања своје деце науштрб других кандидата. 

### Оптужбе
Савезни тужиоци у својим наводима пишу о миту и варању при упису на колеџ, у шеми која је укључивала:
- Подмићивање администратора пријемног испита како би дозволили варање на испиту[15]
- Подмићивање спортских тренера првих тимова и администратора елитних универзитета како би номиновали неквалификоване кандидате као фаворите за пријем на основу спортских достигнућа, и самим тим повећавајући вероватноћу уписа[15]
- Коришћење добротворне организације за скривање извора и природе прања новца који је коришћен за подмићивање[15]

Судски документи објављени у марту 2019. описују шеме у којима су богати родитељи подмићивали званичнике који су спроводили тестове, спортско особље и тренере на универзитетима како би својој деци обезбедили упис на престижне универзитете. Подухват је предводио Вилијам Рик Сингер, тада 58-годишњи становник Њупорт Бича у Калифорнији, који је управљао Key фондацијом (енг. Key Worldwide Foundation), непрофитном организацијом која је имала 501(c)(3) статус, који је фондацију и њене донаторе ослобађао од федералног пореза. Key предузеће је такође укључивало и The Edge College & Career Network компанију регистровану 2012. године.

### Методе преваре
Сингер је примарно користио две технике да упише децу својих клијената на елитне универзитете: варање на пријемним испитима и лажирање спортских резултата.

#### Варање на пријемним испитима
Сингер је деци својих клијената омогућавао варање на SAT или ACT тестовима. Сингер је радио са психолозима да заврши детаљну папирологију која тврди, лажно, да деца његових клијената имају поремећај учења; ово им је омогућило привилегије као што су додатно време за израду испита. Сингер је рекао да је могао да набави извештај о поремећају за 4-5 хиљада долара и да ти извештаји могу да се користе више пута за различите клијенте. Након што заврши папирологију, Сингер је говорио клијентима да фалсификују путне планове како би их превезли на локације под његовом контролом, или на Вест Холивуду или у Хјустону. Родитељима се некад саветовало да измисле и породични догађај који би био разлог да полажу испит на другом месту где Сингер има потпуну контролу.
У неким случајевима, будући студенти су били директно укључени у превару. У другим, превара је била тајна Сингера и родитеља, а поткупљени службеници су мењали резултате након догађаја. У неким случајевима, други људи су полагали испите уместо кандидата. Марк Ридел, алумнус Харварда и бивши директор за пријемне испите на IMG Академији, је био један од лажних кандидата који је положио преко двадесет испита; признао је кривицу за превару и прање новца и сарађивао је са истражитељима. Тужиоци су рекли да је био плаћен 10 хиљада долара по тесту и да влада жели да наплати од њега скоро 450 хиљада у одштети. Ридел није имао приступ тестовима унапред, него је само описиван као „веома паметан момак”. Њему прети казна затвора до 20 година, али су наводно тужиоци рекли да ће због тога што је сарађивао вероватно предложити 33 месеца затвора на саслушању 18. јула.

#### Лажирање спортске докуменатације
Сингер је такође подмићивао тренере и друге запослене који су се бавили спортом на колеџима. На неким колеџима, ово особље може да предложи неколико кандидата који су добри спортисти и које комисија онда блаже процењује. Сингер је користио своју фирму Key Worldwide Foundation као операцију за прање новца из које је исплаћивао мито тренерима. Такође је лажирао профиле у којима се тврдило кандидати представљени као врхунски спортисти. У неким случајевима, софтвер за обраду слика (нпр. Фотошоп) је коришћен за убацивање фотографија лица кандидата на фотографију на којој је приказано спортско умеће неке друге особе.

## Актери и организације
Укупно 50 људи је оптужено у истрази. Овај број укључује 33 родитеља кандидата за колеџ и 11 именованих тренера и спортског особља са 8 универзитета.. Још три универзитета су укључена у овај догађај, али особље с ових универзитета нису експлицитно именовани.

### 
- Вилијам Рик Сингер, наводни саветник и аутор књига за самопомоћ за упис на колеџ. Сингер је организовао и продавао незаконите услуге за упис на колеџ.[12][13] Сингер се изјаснио кривим и сарађивао је са тужиоцима.[33]
- Марк Ридел, Харвард алумнус и директор за пријемне испите на колеџ на IMG Академији.[34] Сингер је плаћао Риделу да полаже испите уместо кандидата.[27][35] Отпуштен је са IMG Академије и признао је кривицу.[34][36]
- Стивен Масера, чиновник у Сингеровим компанијама.[35][37]
- Микела Сенфорд, запослена у Сингеровим компанијама.[35][37]

#### Остали актери
- Игор Дворскиј, администратор стандардизованих тестова и директор приватне школе из околине Лос Анђелеса.[35][37]
- Мартин Фокс, председник тениске академије из Хјустона.[35][37]
- Ники Вилијамс, администраторка стандардизованих тестива за ACT и College Board, асистенткиња у средњој школи у околини Хјустона.[35][37]

### Универзитети и оптужено особље
Наредних 11 универзитета, њихови спортски програми и 11 чланова особља су укључени у овај случај:
| Универзитет                           | Спортски програм | Оптужено особље        | Спорт                    | Детаљи |
| ------------------------------------- | ---------------- | ---------------------- | ------------------------ | --- |
| Џорџтаун Универзитет                  | Хојас            | Гордон „Горди” Ејнст   | Мушки и женски тенис     | Бивши тренер мушког и женског тениса |
| Харвард Универзитет                   | Кримсон          | Н/Д                    | Н/Д                      | Нико од особља није именован у оптужницама.                                                                                                |
| Нортвестерн Универзитет               | Вајлдкетс        | Н/Д                    | Н/Д                      | Нико од особља није именован у оптужницама.                                                                                                |
| Станфорд Универзитет                  | Кардинал         | Џон Вандмер            | Веслање                  | Бивши тренер веслања, признао кривицу, отпуштен, осуђен на 6 месеци кућног затвора, казну од 10 хиљада долара и 2 године условног оспуста. |
| Универзитет Калифорније (Беркли)      | Голден Берс      | Н/Д                    | Н/Д                      | Нико од особља није именован у оптужницама.                                                                                                |
| Универзитет Калифорније (Лос Анђелес) | Бруинс           | Жорж Салцедо           | Мушки фудбал             | Бивши главни фудбалски тренер и играч, послат на одсуство, а затим дао отказ                                                               |
| Универзитет у Сан Дијегу              | Теророс          | Лемонт Смит            | Мушка кошарка            | Бивши главни кошаркашки тренер |
| Универзитет Јужне Калифорније         | Тројанци         | Дона Хајнел            | више спортова            | Бивша помоћница директора за спорт, отпуштена                                                                                              |
| Универзитет Јужне Калифорније         | Тројанци         | Лора Јенк              | Женски фудбал            | Бивши тренер женског фудбала, признаће кривицу.                                                                                            |
| Универзитет Јужне Калифорније         | Тројанци         | Али Корошахин          | Женски фудбал            | Бивши главни тренер женског фудбала; признаће кривицу.                                                                                     |
| Универзитет Јужне Калифорније         | Тројанци         | Јован Вавић            | Мушко и женско ватерполо | Бивши ватерполо тренер, отпуштен |
| Универзитет Тексаса у Остину          | Лонгхорнс        | Мајкл Центер           | Мушки тенис              | Бивши главни тениски тренер, отпуштен, признаће кривицу.                                                                                   |
| Вејк Форест Унвиерзитет               | Демон Диконс     | Вилијам „Бил” Фергусон | Одбојка                  | Одбојкашки тренер, стављен на академско одсуство                                                                                           |
| Јејл Универзитет                      | Булдози          | Рудолф „Руди” Мередит  | Женски фудбал            | Бивши тренер женског фудбала, признао кривицу и одвео ФБИ до Сингера                                                                       |
| Универзитет                           | Спорски програм  | Оптужено особље        | Спорт                    | Детаљи |

### Родитељи
Званичници су изјавили да је Сингер имао много легитимних клијената, који се нису бавили преваром. Сингер је наводио познате клијенте на својој Фејсбук страни док је промовисао своју књигу Getting In и као резултат овог и других јавних иступа Сингера, многи бивши клијенти су изјавама дистанцирали себе и своју децу од било какве укључености у скандал.

## Реакције
Као одговор на скандал, Национална асоцијација са спорт на колеџима (енг. National Collegiate Athletic Association (NCAA)), главно тело за спорн на колеџима у Сједињеним Државама, је најавило планове да размотри оптужбе „да утврди у ком опсегу су правила NCAA прекршена”.
Сви оптужени тренери су отпуштени или суспендовани, или су самостално напустили унверзитете. Марк Ридел, који је полагао испите уместо кандидата, је отпуштен са своје позиције на IMG Академији недељу дана након што се сазнало за скандал
Дана 26. марта 2019. Јејл је постао први универзитет који је повукао позив за упис на универзитет студенту који је био део скандала. Другог априла исте године, Станфорд је објавио да је избацио студента који је био повезан са преваром.
Холмарк канал је пресекао своје везе са Лори Лафлин, звездом програма Garage Sale Mystery и When Calls the Heart, након што је именована као родитељ у оптужницама.
Више тужби је одмах поднето против универзтитета и појединаца.
Више америчких новинских листова међу којима су Атлантик, Вокс, Ролинг Стоун, и Њујорк тајмс су окарактерисали догађај као симптом поквареног система за упис на колеџе. Алан Дершовиц, професор емеритус на Харвардскоj школи права, је рекао да је ово „најгори скандал који укључује елитне универзитете у историји Сједињених Држава”. Елизабет Ворен, сенаторка са Масачусетска (где су поднете кривичне пријаве), је медијима рекла да скандал представља „само још један пример како богати и моћни знају како да се постарају за своје”.